# Pumas vs. XV del Trébol
Pumas vs. XV del Trébol es un partido internacional de rugby, de los más intensos del Mundo. Enfrenta a las selecciones de Argentina e Irlanda, desde 1990 y actualmente de manera eventual en los test matches.
Los Pumas son el mejor seleccionado de Sudamérica Rugby e intenta ser la cuarta súper–potencia de la Sanzaar, en la Copa del Mundo alcanzó dos veces las semifinales y ha logrado obtener la tercera posición en Francia 2007, mientras que el XV del Trébol es una potencia de Rugby Europe, sus jugadores nutren a los British and Irish Lions y doce integran el World Rugby Salón de la Fama; pero nunca han logrado acceder a las semifinales de la Copa del Mundo. En ambos países el rugby es el tercer deporte más popular y sus selecciones representan un símbolo de orgullo nacional.

## Antecedentes
Ambos equipos se enfrentaron dos veces en los años 1950 y tres en los años 1970, sin embargo la Irish Rugby Football Union no los considera partidos oficiales debido a que su selección no contó con los mejores jugadores de su país.

## Copa del Mundo
Batallaron cuatro veces, todas como partidos claves de clasificación/eliminación y las tres primeras de forma consecutiva. Argentina lidera el historial 3–1.

### Gales 1999
En un partido memorable de Gales 1999, los argentinos vencieron 28–24: fue la primera vez que los Pumas avanzaron a la fase final y que el XV del Trébol no accedió a ella. Este enfrentamiento inició la rivalidad.
| 20 de octubre de 1999 | Argentina                                           | 28 – 24 | Irlanda                              | Estadio Bollaert-Delelis, Lens,                              |                                                              |
|                       | Try Albanese Conversión Quesada Penales Quesada (7) | Reporte | Penales (7) Humphreys Drop Humphreys | Asistencia: 41.320 espectadores Árbitro(s): Stuart Dickinson | Asistencia: 41.320 espectadores Árbitro(s): Stuart Dickinson |